# Црква Светог пророка Илије у Сокоцу
Црква Светог пророка Илије или Романијска Лазарица је храм Српске православне цркве који се налази у Сокоцу у Републици Српској у Босни и Херцеговини. Припада дабробосанској митрополији, архијерејском намјесништву Сарајевском и сједиште је парохије. Црква је под заштитом Завода културних добара Републике Српске.

## Историја
Црква Светога пророка Илије је грађена између 1876. и 1882. године на локалитету Градац у Сокоцу. Према Ристу Чајкановићу, једном од првих учитеља Српске школе у Сокоцу, градња храма почела је 27. јуна 1873. године.

#### Соколачка градина
Соколачки Градац на коме се налази црква Светог пророка Илије, представља једну од праисторијских градина на Гласинцу. На гласиначким градинама праисторијски становници овог подручја Аутаријати, градили су фортификације. Захваљујући развоју друштвених односа настала је надалеко чувена Гласиначка култура из гвозденог доба. О начину живота Аутаријата археолози говоре на основу налаза добијених ископавањем надгробних споменика или тумула. Бројни тумули постојали су на соколачкој градини. Поред тумула на локалитету Градац постојали су и стећци из средњовијековне Босанске државе.

#### Градња храма
О самом процесу градње сачувано је мало података. Данас је познато да су неимари за зидање соколачког храма користили камен из праисторијских тумула и стећке са локалитета саме градине. Материјал за изградњу соколачког храма доношен је и са локалитета Црквине у Бјелосављевићима гдје се налазила чувена православна црква на Гласинцу из 14. вијека која се у више наврата помиње у дубровачким списима. Изградња цркве на соколачкој градини пресудно је утицала на помијерање природног средишта Гласинца из Подроманије у Соколац.

#### Прво освећење цркве
Прво освећење цркве Светог пророка Илије у Сокоцу, извршио је митрополит Дабробосански Сава Косановић. О самом чину освећења постоји сачуван документ написан 5. августа 1881. године. Аутор Милош Мартиновић описао је долазак митрополита Дабробосанског Саве Косановића, кога је, како стоји у том тексту, у Сокоцу дочекало између осам и десет хиљада људи. О самом освећењу Мартиновић је написао сљедеће:
Народ бијаше, чувши глас звона, веома дирнут, јер са малим изнимкама бијаше их највише који у свом животу никада бистре звукове звона чули нису...

#### Ентеријер храма
Цркву Светог Пророка Илије, између два свјетска рата осликао је први академски сликар у Босни и Херцеговини Роман Петровић. На поду цркве испред олтара првобитно је постављен рељеф ког су неимари пренијели из средњовијековне Гласиначке цркве. Априла мјесеца 1941. године, када је почео Други свјетски рат, цркву су бомбардовали њемачки авиони. У њемачком бомбардовању страдао је комплетан црквени инвентар, иконостас и фреске Романа Петровића. Оно што је остало иза њемачких бомби, запалиле су и уништиле усташе. Пошто су усташе као централни стожер у Сокоцу користиле парохијски дом, архиву и љетопис цркве Светог пророка Илије користили су за ложење ватре и загријавање просторија. Усљед крајње нецивилизацијских и надасве примитивних усташких поступака, соколачка црквена општина остала је без архиве и љетописа па данас не постоји нити једна фотографија или било који поуздан податак о првобитном изгледу ентеријера храма. Стога је о потпуној рестаурацији соколачке цркве немогуће говорити. У току реконструкције пода цркве Светог пророка Илије, рељеф који је првобитно стајао испред олтара пренијет је испод звоника и данас се налази на самом улазу у цркву.

### Соколачка црква у Другом свјетском рату
Због усташког терора свештеници и вјерници напустили су парохију. Многи од соколачких парохијана пострадали су на прољеће 1942. године на обалама ријеке Дрине у Старом Броду и Милошевићима при покушају да побјегну у Србију. Они који су преживјели погром са романијског платоа и склонили се у Србију касније су посвједочили о монструозним усташким походима чији је исход око 6000. српских жртава. По завршетку рата преживјели парохијани су се вратили на своја згаришта. Вратио се и свештеник Вељко Мијатовић, кога су стријељали партизани 1946. године. Други свештеник Милош Јевђевић напустио је свештеничку службу, тако је соколачка парохија остала без сталног свештеника. Од 1946. до 1949. године комунистичке власти су претвориле цркву у житни магацин. Протојереј Драгољуб Савић из Сарајева је од 1949. до 1967. године опслуживао парохију али му власти нису дозволиле да врши богослужења.

#### Друго освећење цркве
Доласком јереја Милосава Видаковића за сталног пароха 1967. године, ситуација се побољшала. Обновљена је црква и парохијски дом. Мало освећење цркве извршио је на Покров пресвете Богородице 1971. године митрополит Дабробосански Владислав. У Сокоцу се и данас може чути прича о величанственом дочеку митрополита Владислава.
За прославу стогодишњице постојања цркве Светог пророка Илије, на под су стављене керамичке плочице и урађен је нов иконостас. Иконостас од јаворовог дрвета израдио је Миливоје Рудовић, дуборезац из села Јеловци код Хан Пијеска. Иконе на платну је израдио Драгослав–Павле Аксентијевић, академски сликар из Београда. Нови иконостас је осветио митрополит Владислав 1981. године.

### Рат у Босни и Херцеговини
Током рата у БиХ 1992. године умро је митрополит Владислав у избјеглиштву у Србији. За митрополита Дабробосанског изабран је епископ Далматински Николај (Мрђа). Због ратног стања митрополит Николај није могао ући у Сарајево гдје се налазило сједиште митрополије дабробосанске. Митрополит дабробосански Г. Николај је у ратним околностима одлучио да за привремено сједиште митрополије изабере Соколац. Доласком митрополита Николаја у Соколац црква Светог пророка Илије постала је саборна црква митрополије дабробосанске. Одлуком митрополита Николаја црква Светог пророка Илије названа је Романијска Лазарица. Од тада, у недељу по Видовдану, на нивоу митрополије дабробосанске, код цркве се одржава духовни сабор посвећен Видовдану.

### Долазак српског и руског патријарха
У мају 1994. године у Сокоцу уз звона Романијске Лазарице, скромно а величанствено, дочекани су руски патријарх Алексиј II и српски патријарх Павле, који су са митрополитом Николајем на олтару романијске светиње молили за пријеко потребни мир у земљи. Остале су забиљежене ријечи митрополита Николаја:
Не можемо вас дочекати у Саборној цркви у Сарајеву како доликује оваквим гостима, али ова малена црква, посвећена Светом пророку Илији, значајан је историјски међаш српске историје и цркве, јер је у овом крају хиротонисан први православни епископ, прије осам вијекова...
Обраћајући се митрополиту Николају, руски патријарх Алексиј II том приликом рекао је:
Хвала вам на топлим ријечима и добродошлици. Саосјећам са вама и народом ваше митрополије. Видио сам спаљене, разрушене и напуштене куће...

## Романијска Лазарица данас
Романијска Лазарица се налази на листи националних споменика Босне и Херцеговине и представља благо под заштитом државе. Поред тога Романијска Лазарица је сједиште како литургијског тако и културно-образовног живота у Сокоцу. У порти Романијске Лазарице изграђен је духовни центар са великом двораном у којој се организују духовна предавања и трибине. У духовном центру налазе се просторије црквене општине соколачке. У току 2015. године у црквеној порти обновљен је стари парохијски дом. У близини комплекса Романијске Лазарице, крајем 2015. и почетком 2016. године изграђен је нови парохијски дом. На платоу испред храма Романијске Лазарице у току 2016. године планирана је изградња Трга патријарха Павла и митрополита Николаја. Данас при храму Романијска Лазарица служе четири свештеника и један ђакон, што значи да црквена општина соколачка има четири парохије.

## Галерија
- Романијска Лазарица
- Романијска Лазарица
- Рељеф из Црквине на Гласинцу, уграђен је у под звоника цркве
- Романијска Лазарица
- Романијска Лазарица
- Романијска Лазарица
- Романијска Лазарица
- Романијска Лазарица
- Романијска Лазарица
- Романијска Лазарица
- Романијска Лазарица
- Романијска Лазарица
- Романијска Лазарица
- Романијска Лазарица
- Романијска Лазарица
- Романијска Лазарица
- Романијска Лазарица
- Романијска Лазарица
- Романијска Лазарица